# Mollisiella
Mollisiella is een geslacht van schimmels behorend tot de familie Mollisiaceae. De typesoort is Mollisiella perparvula.

## Soorten
Volgens Index Fungorum bevat het geslacht zes soorten (peildatum september 2023):
| Soortnaam                   | Auteur(s)         | Publicatiejaar |
| --------------------------- | ----------------- | -------------- |
| Mollisiella collina         | (Speg.) Boud.     | 1907           |
| Mollisiella fagiseda        | Svrček            | 1977           |
| Mollisiella olivaceobrunnea | Grelet            | 1954           |
| Mollisiella perparvula      | (P. Karst.) Boud. | 1885           |
| Mollisiella pudica          | (Rehm) Boud.      | 1907           |
| Mollisiella trinitensis     | E.K. Cash         | 1958           |